# Stenocrates pseudoligneus
Stenocrates pseudoligneus är en skalbaggsart som beskrevs av Roger Paul Dechambre och Hardy 2004. Stenocrates pseudoligneus ingår i släktet Stenocrates och familjen Dynastidae. Inga underarter finns listade i Catalogue of Life.